# 1931 en Nouvelle-Écosse
Chronologie de la Nouvelle-Écosse
- 1927
- 1928
- 1929
- 1930
- 1931
- 1932
- 1933
- 1934
- 1935

Cette page concerne des événements d'actualité qui se sont produits durant l'année 1931 dans la province canadienne de la Nouvelle-Écosse.

## Politique
- Premier ministre : Gordon S. Harrington
- Chef de l'Opposition :
- Lieutenant-gouverneur : Frank Stanfield puis Walter Harold Covert
- Législature :

## Naissances
- 1er mars : Albert Pen, né à Dartmouth, mort le 3 juillet 2003 est un homme politique français. Il fut sénateur et député de Saint-Pierre-et-Miquelon.

- 22 avril : John MacLennan Buchanan (né à Sydney est un avocat et homme politique canadien.